# Skogsdyngbagge
Skogsdyngbagge (Aphodius conspurcatus) är en skalbaggsart som först beskrevs av Carl von Linné 1758.  Skogsdyngbagge ingår i släktet Aphodius, och familjen bladhorningar. Arten är reproducerande i Sverige.